# Терра-ду-Мею
Терра-ду-Мею (порт. Estação Ecológica da Terra do Meio) — экологическая станция в Бразилии, в штате Пара.

## Описание
Экологическая станция Терра-ду-Мею располагается в штате Пара, в муниципалитетах Алтамира и Сан-Фелис-ду-Шингу. Занимает площадь 33 731 км² (3 373 133,89 га). Создана 17 февраля 2005 года.
Терра-ду-Мею находится между рекой Шингу и её левым притоком Ирири, которая течёт через территорию станции с юга на север. Полноводность рек сильно различается в зависимости от сезона; снижение уровня воды в сухой сезон образует водопады, скалы и пороги.
Почвы по больше части бедны питательными веществами.
Тип климата по классификации Кёппена — экваториальный муссонный. Температура воздуха практически одинакова в любое время года, среднегодовая — 26,16°С. Абсолютный минимум — 19,4°С (в июле), абсолютный максимум — 33,2°С (в августе). Среднегодовое количество осадков составляет около 2024 мм, месячное — от 38 мм в июле до 314 мм в феврале и марте. Дождь выпадает примерно 240 дней в году.
| Показатель                    | Янв.  | Фев.  | Март  | Апр.  | Май   | Июнь | Июль | Авг. | Сен. | Окт.  | Нояб. | Дек.  | Год   |
| ----------------------------- | ----- | ----- | ----- | ----- | ----- | ---- | ---- | ---- | ---- | ----- | ----- | ----- | ----- |
| Абсолютный максимум, °C       | 30,5  | 30,3  | 30,4  | 30,7  | 31,4  | 32   | 32,5 | 33,2 | 32,9 | 32,7  | 32,2  | 31,1  | 33,2  |
| Средняя температура, °C       | 25,7  | 25,6  | 25,7  | 26    | 26,3  | 26   | 25,9 | 26,5 | 26,7 | 26,9  | 26,6  | 26,1  | 26,16 |
| Абсолютный минимум, °C        | 21,1  | 20,9  | 21,1  | 21,3  | 21,2  | 20,1 | 19,4 | 19,8 | 20,6 | 21,1  | 21,2  | 21,1  | 19,4  |
| Среднее число дней с осадками | 31    | 28,2  | 31    | 30    | 27,1  | 13,9 | 12   | 4,8  | 6,3  | 11,2  | 12,4  | 30,2  | 19,8  |
| Норма осадков, мм             | 251,7 | 313,9 | 313,3 | 258,5 | 147,7 | 72,8 | 37,7 | 59,6 | 78,9 | 119,8 | 158,9 | 211,1 | 2024  |
| Источник: Global Species      |       |       |       |       |       |      |      |      |      |       |       |       |       |

## Биоразнообразие
Терра-ду-Мею относится к экорегиону влажных лесов Тапажоса-Шингу. Преобладающий тип растительности — открытые дождевые леса с лианами, занимающие 76% территории станции; ещё 18,4% покрыто открытыми тропическими лесами с древостоем. Остальную площадь занимают плотные дождевые леса с равномерным пологом, открытые дождевые леса с пальмами и плотные аллювиальные леса.
Перелётные птицы представлены скопой (Pandion haliaetus), пятнистыми перевозчиком (Actitis macularius), пурпурной лесной ласточкой (Progne subis), береговушкой (Riparia riparia) и деревенской ласточкой (Hirundo rustica); эндемиками являются белохохлая пенелопа (Penelope pileata), зеленокрылый трубач (Psophia viridis), златолобая малакоптила (Malacoptila rufa), двухполосый арасари (Pteroglossus bitorquatus), крапивниковая муравьеловка (Myrmotherula sclateri), большая ручьёвая муравьянка (Hypocnemoides maculicauda), амазонская бесхвостая муравейница (Hylopezus berlepschi), полосатый настоящий древолаз (Dendrocolaptes certhia). Распространена находящаяся под угрозой вымирания белощёкая коата (Ateles marginatus).

## Охрана
Терра-ду-Мею отнесена к категории МСОП Ia (строгий природный резерват). Цель создания экологической станции — сохранение уникальных амазонских джунглей и поддержка научных исследований. Управляющий орган — Институт по сохранению биоразнообразия имени Чико Мендеса.
План управления природоохранным объектом был опубликован 23 декабря 2015 года; при этом экологам пришлось столкнуться с интересами земельных спекулянтов, поселенцев и традиционных общин. Традиционные общины, обладающие ценными знаниями о природе, остались в пределах экологической станции и были вовлечены в управление её территорией.
Терра-ду-Мею входит в крупный природоохранный комплекс южной части штата Пара. Она граничит на севере с индейской территорией Карарао (3308 км²) и территорией устойчивого природопользования Река Ирири (3990 км²); на западе — с индейской территорией Куруаия (1667 км²) и региональным лесом Ирири (4392 км²); на юго-западе — с индейской территорией Бау (15 409 км²); на юге — с индейскими территориями Менкрагноти (49 142 км²) и Каяпо (32 840 км²); на востоке — с национальным парком Серра-ду-Парду (4454 км²), природоохранной территорией Триунфу-ду-Шингу (16 784 км²) и территорией устойчивого природопользования Река Шингу (3030 км²).